# Ibrahim Abou-Nagie
Ibrahim Abou-Nagie (arabisch إبراهيم أبو ناجي Ibrahim Abu Nadschi, DMG Ibrāhīm Abū Nāǧī; * 1964 im Flüchtlingslager Nuseirat bei Gaza) ist ein salafistischer deutscher Prediger palästinensischer Herkunft.
Abou-Nagie besitzt keine akademische Ausbildung in islamischer Theologie, gilt aber als eine der führenden Personen des deutschen Salafismus, der am schnellsten wachsenden radikalen und neofundamentalistischen Strömung innerhalb des Islam. In seinen im Internet verbreiteten Videos predigt er eine äußerst repressive Auslegung des Koran. 

## Leben
Nach eigenen Angaben kam Abou-Nagie 1982 mit 18 Jahren aus dem Gazastreifen nach Deutschland, um hier Elektrotechnik zu studieren, hat aber das Studium nicht abgeschlossen. Am 15. Dezember 1994 wurde Abou-Nagie deutscher Staatsbürger.
Bis zu einer nachträglichen Steuerforderung von 70.000 Euro im Jahr 2007 betrieb er ein Geschäft für selbstklebende Folien. Nach seinem wirtschaftlichen Misserfolg, der im Insolvenzverfahren endete, widmete Abou-Nagie sich ganz der islamischen Missionierung und bezog Hartz-IV-Leistungen. Zum 1. Juni 2012 haben die Behörden Abou-Nagie die Arbeitslosengeld-II-Leistungen gestrichen, da er offenbar nicht angegebene Einnahmen habe und somit nicht bedürftig sei. Der Vater eines erwachsenen Sohnes und zweier Töchter wohnte mit seiner Familie zu dieser Zeit in Köln-Esch.

## Die wahre Religion
Zusammen mit dem salafistischen Prediger-Konvertiten Pierre Vogel versuchte Abou-Nagie gezielt, Kinder und Jugendliche zum salafistischen Islam zu bekehren. Auf Open-Air-Veranstaltungen wurden immer wieder Jugendliche zur Konversion zum Islam bewegt. Abou-Nagie hält auf Deutsch Koranunterricht für Kinder und Jugendliche in verschiedenen Moscheen in Deutschland.
Abou-Nagies deutschsprachiges Internetportal Die wahre Religion (DWR) wurde 2005 gestartet. Zeitweise war es offline, dann aber bis zum Vereinsverbot im November 2016 wieder zugänglich.
Bei seinen regelmäßig stattfindenden Vorträgen und Seminaren vermitteln Abou-Nagie und seine vor allem im Raum Bonn-Köln beheimateten Anhänger laut NRW-Verfassungsschutzbericht „die ganze Bandbreite salafistischer Ideologie“. Die Inhalte reichten dabei von religiösen Handlungsanweisungen und Glaubensauslegungen bis hin zur Verherrlichung des Märtyrertods im Dschihad und die Befürwortung der Todesstrafe für Homosexuelle. In seinen Reden warnt er seine Anhänger vor dem „lasterhaften“ westlichen Leben: „Sie wollen uns zu Kuffar machen, weil sie die Befehle des Satans praktizieren“. Die salafistische Interpretation der Scharia müsse über allen Gesetzen stehen.
Am 15. November 2016 wurde der Verein Die wahre Religion alias Stiftung Lies vom Bundesministerium des Innern nach dem Vereinsgesetz verboten, da der Verein sich „gegen die verfassungsmäßige Ordnung sowie gegen den Gedanken der Völkerverständigung“ richte. Die wahre Religion nutzte die Infostände, um Interessierte zu radikalisieren und für die Terrororganisation Islamischer Staat (Organisation) (IS) zu werben. Von 140 Menschen ist bekannt, dass sie nach Teilnahme an Lies!-Aktionen nach Syrien oder in den Irak reisten, um sich dem IS anzuschließen.

## Ermittlungen und Verfahren
Die Kölner Staatsanwaltschaft klagte Abou-Nagie im Sommer 2011 an. Sie warf ihm vor, der Kopf eines salafistischen Netzwerks um die Internetplattform Die Wahre Religion zu sein, auf deren Seite öffentlich zu Straftaten sowie zur Störung des religiösen Friedens aufgerufen würde. Laut Oberstaatsanwalt Rainer Wolf gab Abou-Nagie „Empfehlungen“, die Gewalt legitimierten und bis hin zur Vernichtung Andersgläubiger reichten. Im April 2012 wurde das Verfahren mangels hinreichender Beweise eingestellt.
Im Juni 2012 leitete Bundesinnenminister Hans-Peter Friedrich Ermittlungen mit dem Ziel eines Verbotes gegen Die Wahre Religion ein, die gleichzeitige Hausdurchsuchungen in sieben Bundesländern einschlossen, während er das salafistische Netzwerk Millatu Ibrahim gemäß dem Vereinsgesetz auflöste. Die mit den beiden Organisationen kooperierende Frankfurter Salafistengruppe DawaFFM, gegen die parallel ebenfalls Ermittlungen eingeleitet wurden, wurde im März 2013 gemeinsam mit kleineren Gruppen verboten.
Nachdem Abou-Nagie im Juli 2012 der Anstiftung zum Mord an einem Islamkritiker beschuldigt worden war, nahm die Staatsanwaltschaft Darmstadt Ermittlungen auf, die sie jedoch im folgenden November einstellte, da sich die Anschuldigungen nicht erhärten ließen.
Am 22. Oktober 2013 erhob die Staatsanwaltschaft Köln Anklage gegen Ibrahim Abou-Nagie wegen Sozialhilfebetrugs. Am 11. Februar 2016 wurde er vom Amtsgericht Köln wegen gewerbsmäßigen Betrugs zu einer zur Bewährung ausgesetzten Freiheitsstrafe von dreizehn Monaten verurteilt, da er nach Ansicht des Gerichts Sozialleistungen in Höhe von 53.000 Euro unrechtmäßig bezogen habe. Das Oberlandesgericht Köln hat die Revision Abou-Nagies im Dezember 2017 als unbegründet verworfen, womit das Urteil wegen Sozialhilfebetrugs rechtskräftig wurde.

## KoranverteilungskampagneLies!
Im Herbst 2011 begann Die wahre Religion im Rahmen der Kampagne Lies! mit großflächigem Verschenken von Koranübersetzungen in den Fußgängerzonen deutscher Großstädte. Mit 25 Millionen Exemplaren sollte das Ziel, ein Koran pro Haushalt, erreicht werden. Die Kampagne war auf massive Kritik aus der Politik gestoßen. Der damalige niedersächsische Innenminister Uwe Schünemann (CDU) verurteilte die Aktion als „missbräuchliche extremistische Instrumentalisierung des Islams“. Kritisiert wurde das Projekt auch von der muslimischen Aktionsgruppe 12thMemoRise, die den Initiatoren vorwirft, Kämpfer für die dschihadistisch-salafistische Terrororganisation Islamischer Staat zu werben.
Maßgeblicher Mitorganisator war der bis zu einem Zerwürfnis mit Abou-Nagie im Jahr 2016 als dessen „rechte Hand“ geltende Bilal Gümüs. In Abou-Nagies Auftrag organisierte Gümüs zunächst im Rhein-Main-Gebiet und später bundes- und europaweit die Lies!-Kampagne. Die direkte Ansprache während der Verteilaktionen galt jahrelang als ein wichtiger Rekrutierungsmechanismus der salafistischen Szene. Die mit dem DWR-Vereinsverbot im November 2016 beendete Lies!-Kampagne wurde durch eine von Gümüs und Pierre Vogel gestartete Nachfolgekampagne in leicht abgewandelter Form fortgesetzt.

## Bewertung durch liberale Muslime
Die Publizistin Lamya Kaddor, erste Vorsitzende des Liberal-Islamischen Bundes, lehnt die Positionen und die Missionierungsversuche Abou-Nagies ab. Kaddor fühlt sich durch die salafistischen Missionierungsaktionen in ihrer Arbeit „um mindestens 20 Schritte zurückgeworfen“ und kritisierte, dass sich die öffentliche Diskussion wegen der Aktionen vor allem darum drehe, ob „Muslime generell rückständig und gewaltbereit sind.“ Abou-Nagie gehöre zu der relativ aggressiven und sehr offensiven Strömung innerhalb der Salafisten. An dem Verteilen des Koran an sich sei nichts auszusetzen, allerdings seien die Methoden und die Masse von 25 Millionen für jeden deutschen Haushalt befremdlich, auch, dass Korane auf Holzpaletten aufgestapelt und wie Flyer unter die Menge gemischt werden. Sie wertet die Aktion der Salafisten als eine PR-Strategie, um sich als Opfer zu stilisieren und andere Muslime zu vereinnahmen.